# Dow Chemical Company
Dow Chemical Company (TDCC) — американська багатонаціональна хімічна корпорація зі штаб-квартирою в Мідленді, штат Мічиган, США, і дочірньою компанією Dow Inc. Компанія входить у трійку найбільших виробників хімічних речовин у світі.
Dow виробляє пластмаси, хімікати та сільськогосподарську продукцію. Маючи філії приблизно в 160 країнах, у компанії працює близько 54 000 людей у всьому світі. Dow називають «хімічною компанією для хімічних компаній», оскільки її продажі здійснюються в інші галузі, а не безпосередньо для кінцевих споживачів. Dow є членом Американської ради з хімії. Слоган компанії — «Шукати разом».
У 2017 році компанія об'єдналася з DowDuPont, а в квітні 2019 року материнське підприємство Dow Inc. було відокремлено від публічної компанії шляхом корпоративного виділення.

## Продукти
Dow є великим виробником пластмас, включаючи полістирол, поліуретан, поліетилен, поліпропілен та синтетичний каучук. Він також є основним виробником оксиду етилену, різних акрилатів, ПАР та целюлозних смол. Компанія виробляє сільськогосподарські хімікати, включаючи пестициди Lorsban та споживчі товари, включаючи пінополістирол. Деякі споживчі товари Dow, включаючи обгортку Saran, мішки Ziploc та миючі бульбашки, були продані S. C. Johnson & Son у 1997 р.

### Ефективні пластики
Ефективні пластмаси становлять 25 % продажів Dow з багатьма продуктами, призначеними для автомобільної та будівельної промисловості. До складу пластмас входять такі поліолефіни, як поліетилен та поліпропілен, а також полістирол, що використовується для виробництва пінополістирольного ізоляційного матеріалу. Dow виробляє напівпродукти з епоксидної смоли, включаючи бісфенол А та епіхлоргідрин. Саранські смоли та плівки засновані на полівініліденхлориді (PVDC)

### Продуктивність хімічних речовин
Сегмент Performance Chemicals (17% продажів) виробляє хімічні речовини та матеріали для очищення води, фармацевтичні препарати, паперові покриття, фарби та вдосконалену електроніку. Основні лінійки продуктів включають нітропарафіни, такі як нітрометан, які використовуються у фармацевтичній промисловості та виробляються компанією Angus Chemical Company, що є цілком дочірньою компанією The Dow Chemical Co. а також поліетиленгліколі Carbowax. Спеціальні хімічні речовини використовуються як вихідні матеріали для виробництва агрохімікатів та фармацевтичних препаратів.

### Очищення води
Dow Water and Process Solutions (DW&PS) — це бізнес-підрозділ, який виробляє мембрани зворотного осмосу Filmtec, які використовуються для очищення води для потреб людей на Близькому Сході. Ця технологія була використана під час літніх Олімпійських ігор 2000 та Літніх Олімпійських ігор 2008. Бізнес-підрозділ DW&PS залишився в DowDuPont після виділення в квітні 2019 року.

### Сільськогосподарські науки
Сільськогосподарські науки (Dow AgroSciences) забезпечують 7% продажів і відповідають за цілий ряд інсектицидів (таких як Lorsban), гербіцидів та фунгіцидів. Насіння з генетично модифікованих рослин також є важливою сферою зростання для компанії. Dow AgroSciences комерційно продає насіння під такими торговими марками: Mycogen (зернова кукурудза, силосна кукурудза, соняшник, люцерна та сорго), Atlas (соя), PhytoGen (бавовна) та Hyland Seeds у Канаді (кукурудза, соя, люцерна, темно-бобові та пшениця). 3 червня 2019 року підрозділ Dow AgroSciences було виділено в Corteva Inc.

### Основні пластмаси
Основні пластмаси (26 відсотків продажів) потрапляють у все, починаючи від підгузникових підкладок і закінчуючи пляшками для напоїв та масляними баками. Продукти засновані на трьох основних поліолефінах — полістиролі (наприклад, стиронових смолах), поліетилені та поліпропілені.

### Основні хімічні речовини
Основні хімічні речовини (12% продажів) використовуються Dow як сировина, а також продаються по всьому світу. Dow продає фарби, етиленгліколь, їдку соду, хлор та мономер вінілхлориду (VCM, для виготовлення ПВХ). Оксид етилену та оксиду пропілену та похідні спирти етиленгліколь та пропіленгліколь є основними вихідними сировинами для виробництва пластмас, таких як поліуретан та ПЕТ.

### Вуглеводень та енергія
Експлуатаційний сегмент вуглеводнів та енергетики (13% продажів) контролює управління енергією в Dow. Також закуповується паливо та сировина на нафтовій основі. Ця група забезпечує основні вихідні сировини для Dow, включаючи етилен, пропілен, 1,3-бутадієн, бензол та стирол.

### Дезінфікуючий засіб для рук
У березні 2020 року, під час спалаху коронавірусу, Dow розширив своє європейське виробництво дезінфікуючого засобу для рук, надаючи продукт безкоштовно лікарням.

## Історія

### Рання історія
Dow був заснований в 1897 році хіміком Гербертом Генрі Доу, який винайшов новий метод вилучення брому. Спочатку Dow продавав лише відбілювач та бромід калію, досягнувши виробництво відбілювачів у 72 т на день у 1902 р. На початку історії компанії група британських виробників намагалася вигнати Dow з бізнесу відбілювачів, знизивши ціни. Dow вижив, також знизивши ціни, і, хоча втративши близько 90 000 доларів США доходу, почав диверсифікувати свою товарну лінійку. У 1905 році німецькі виробники бромідів почали викидати броміди з низькою вартістю в США, намагаючись перешкодити Dow збільшити продажі бромідів у Європі. Замість того, щоб конкурувати безпосередньо за частку ринку з німецькими виробниками, Dow придбав дешеві броміди німецького виробництва і відправив їх назад до Європи. Це підірвало його німецьких конкурентів. Навіть у своїй ранній історії Dow створив традицію швидкої диверсифікації своєї товарної лінійки. Протягом двадцяти років Dow став основним виробником сільськогосподарських хімікатів, елементарного хлору, фенолу та інших барвників, а також металу магнію.
Під час Першої світової війни компанія Dow Chemical постачала багато військових матеріалів, які США раніше імпортували з Німеччини. Dow виробляв магній для запальних спалахів, монохлорбензол та фенол для вибухових речовин, а також бром для ліків та сльозогінного газу. До 1918 року 90 відсотків виробництва Dow Chemical було спрямовано на військові зусилля. В цей час Dow створив логотип з діамантом, який досі використовується компанією. Після війни Доу продовжив дослідження магнію та розробив вдосконалені автомобільні поршні, які забезпечували більшу швидкість та кращу економію палива. Поршні Dowmetal активно використовувались у гоночних машинах, а переможець Індіанаполіса 500 1921 року використовував поршні Dowmetal у своєму транспортному засобі.
У 30-х роках Dow почав виробляти пластмасові смоли. Першими її пластиковими виробами були етилцелюлоза, виготовлена в 1935 р., І полістирол, виготовлена в 1937 р.

### Диверсифікація та розширення
З 1940 по 1941 рік Dow побудував свій перший завод у Фріпорті, штат Техас, для виробництва магнію, видобутого з морської води, а не з підземного розсолу. Завод у Фріпорті є найбільшим заводом Dow — і найбільшим комплексом хімічних виробництв у країні. Dow став стратегічним бізнесом під час Другої світової війни, оскільки магній став важливим для виробництва легких деталей для літаків. За даними 2002—2003 рр. Заводи у Фріпорті виробили 27 млрд. Фунтів продукції — або 21 % світового виробництва Dow. У 1942 р. Dow розпочав свою зовнішню експансію із створенням Dow Chemical в Канаді в Сарнії, Онтаріо, для виробництва стиролу для використання у синтетичному каучуку стирол-бутадієну. Також під час війни Доу та Корнінг розпочали спільне підприємство Dow Corning з виробництва силіконів для військових, а згодом і для цивільних потреб.
У 1942 році на німецькому підводному човні напали на завод «Ethyl-Dow Chemical Co.» на пляжі Куре, який є єдиним заводом на Східному узбережжі США, що виробляє бром із морської води.
У післявоєнну епоху Dow розпочав експансію за межі Північної Америки, заснувавши свою першу закордонну філію в Японії в 1952 році, а незабаром і в деяких інших країнах. Базуючись головним чином на зростаючому бізнесі з виробництва пластмас, Dow відкрив підрозділ споживчих товарів, починаючи з поглинання Saran у 1953 р. На основі зростаючого бізнесу з хімічних та пластмас, продажі Dow перевищили 1 млрд доларів у 1964 р., 2 млрд доларів у 1971 р.

### Ядерна зброя
З 1951 по 1975 рік Доу керував заводом Rocky Flats поблизу Денвера, штат Колорадо. Rocky Flats — це виробництво ядерної зброї, яке виробляло плутонієві пускові механізми для водневих бомб.

## Критика та інциденти
У 1990 році жителі подали колективний позов проти Доу та Роквелла за забруднення навколишнього середовища; справа була врегульована в 2017 році за 375 млн доларів. За даними Апеляційного суду, власники 12 000 об'єктів нерухомості в районі колективних дій не довели, що їх властивості пошкоджені або вони зазнали тілесних ушкоджень.

### Грудні імплантати Dow Corning
До найбільшого виробника силіконових імплантатів для грудей Dow Corning (спільне підприємство Dow Chemical з корпорацією Corning Inc.) було подано позов про заподіяння шкоди внаслідок розриву імплантатів. 6 жовтня 2005 р. Усі такі справи, що перебували на розгляді в окружному суді проти компанії, були припинені. Ряд великих незалежних оглядів наукової літератури, включаючи Інститут медицини США, згодом виявив, що силіконові імплантати молочних залоз не викликають рак молочної залози або будь-яке ідентифіковане системне захворювання.

### Катастрофа Бхопала
Union Carbide став дочірньою компанією Dow Chemical в 2001 році. Катастрофа в Бхопалі в 1984 році сталася на заводі по виробництву пестицидів, що належить Union Carbide India Ltd., дочірній компанії Union Carbide, за 17 років до придбання Dow Chemical Co. газова хмара, що містить метилізоціанат та інші хімічні речовини, поширилася в околицях поблизу заводу, де отруєння зазнало понад півмільйона осіб. Понад 27 років після події фактична кількість смертей досі невідома. Офіційна кількість смертних випадків становила 2259 осіб, а уряд штату Мадх'я-Прадеш підтвердив загальну кількість 3787 смертей, пов'язаних із викидом газу. Інші підрахували, що 3000 померли протягом тижнів, а ще 8000 померли від газових захворювань. Існує велика різниця в передбачуваній кількості осіб, які назавжди залишились інвалідами внаслідок події. За однією незалежною оцінкою, 40 000 людей залишились назавжди інвалідами, каліками або страждали від важкої хвороби внаслідок катастрофи. Урядова заява у 2006 р. Заявила, що витік призвів до 558 125 травм, у тому числі до 38 478 тимчасових часткових травм та приблизно 3900 тяжких та постійних травм. Юніон Карбід був поданий до суду на уряд Індії та погодився на позасудове врегулювання в 470 млн. Доларів США в 1989 році. У 2010 році вісім колишніх керівників Юніон Карбід Індія Лтд були визнані винними у смерті через необережність. Активісти прагнули, щоб компанія Dow Chemical несла відповідальність за триваючу очистку ділянки, яка зараз перебуває під контролем уряду штату Мадх'я-Прадеш.

### DBCP
До кінця 1970-х Dow виробляв DBCP (1,2-дибромо-3-хлоропропан), фумігант ґрунту та нематоцид, що продавався під назвами Nemagon і Fumazone. Працівники плантацій, які стверджували, що вони стали стерильними або були вражені іншими хворобами, згодом подали позов проти Доу та Доула в латиноамериканські суди. Випадки були затьмарені великими шахрайствами, включаючи фальсифікацію результатів випробувань та вербування позивачів, які ніколи не працювали на плантаціях Доула. Хоча суди Нікарагуа присудили позивачам збитки на суму понад 600 мільйонів доларів, вони не змогли стягнути з компаній жодних платежів. Тоді група позивачів подала позов до США, і 5 листопада 2007 року присяжні Лос-Анджелеса присудили їм 3,2 мільйона доларів. Доул і Доу пообіцяли оскаржити рішення. 23 квітня 2009 року суддя Лос-Анджелеса порушив дві справи проти Доул і Доу через шахрайство та вимагання адвокатами в Нікарагуа вербування шахрайських позивачів для пред'явлення позовів проти компанії. Постанова ставить під сумнів 2 мільярди доларів судових рішень за подібними позовами.

### Ухилення від сплати податків
У лютому 2013 року федеральний суд відхилив дві операції з податковим притулком, укладені Dow, що призвело до зменшення податкових відрахувань приблизно на 1 мільярд доларів між 1993 і 2003 роками. У висловленому висновку Суд назвав транзакції "схемами, які були розроблені з метою виявлення слабких місць у податковій системі. Код і не призначений для законних ділових причин ". Схеми були створені Goldman Sachs та юридичною фірмою King & Spalding, і передбачали створення партнерства, яке Dow здійснювало з його європейської штаб-квартири у Швейцарії. Dow заявив, що сплатив усі податкові нарахування з відсотками. Справа була позовом проти Служби внутрішніх доходів з проханням про повернення сплачених податків. Справа була оскаржена до суду 5-го округу, де позови Доу були знову відхилені. Доу подав клопотання про проведення en banc слухання 5-го округу, аргументуючи це рішення суперечить усталеній прецедентній практиці.

### Встановлення ціни
Dow Chemical брав участь у схемі встановлення цін, яка завищувала вартість поліуретану для споживачів. Міністерство юстиції США закрило розслідування в 2007 році, але колективний позов був виграний на суді присяжних у 2013 році. Доу врегулював позов у 2016 році на 835 мільйонів доларів.

## Останні злиття, поглинання та реорганізація
1990-ті — перехід від географічного узгодження до глобальних бізнес-одиниць
На початку 90-х Доу розпочав серйозну структурну реорганізацію. Колишня ієрархія звітності базувалась на географічному рівні, а президент регіону звітував безпосередньо перед загальним президентом компанії та генеральним директором. Нова організація поєднує один і той же бізнес з різних майданчиків, незалежно від того, до якого регіону вони належать (тобто віце-президент з полістиролу зараз відповідає за ці заводи у всьому світі).

### Злиття Union Carbide
На початку серпня 1999 року Dow погодився придбати Union Carbide Corp. (UCC) за 9,3 мільярда доларів США. На той час об'єднана компанія була другою за величиною хімічною компанією після DuPont. Це призвело до протестів деяких акціонерів, які побоювались, що Dow не розкриє потенційні зобов'язання, пов'язані з катастрофою в Бхопалі.
Вільям С. Ставропулос був президентом і головним виконавчим директором Dow з 1995 по 2000 рік, потім знову з 2002 по 2004 рік. 1 квітня 2006 року він відмовився від посадового місця, будучи директором з 1990 року та головою з 2000 року. Під час свого першого перебування на посаді він керував купівлею UCC, що виявилося суперечливим, оскільки за його наступника на посаді генерального директора Майка Паркер. Паркер був звільнений, а Ставропулос повернувся з пенсії, щоб очолити Доу.

### Реструктуризація 2006—2008 рр
31 серпня 2006 року Dow оголосив, що планує закрити об'єкти в п'яти місцях: Сарнія, Онтаріо, була першим виробничим виробництвом Dow в Канаді, розташованому в районі Хімічної долини поряд з іншими нафтохімічними компаніями. У 1942 р. Канадський уряд запросив Dow побудувати там завод з виробництва стиролу (необхідної сировини, що використовується для виготовлення синтетичного каучуку для Другої світової війни). Потім Доу побудував завод з виробництва полістиролу в 1947 р. У серпні 1985 р. Місце випадково скинуло 11 000 літрів перхлоретилену (канцерогенної хімічної хімії для чищення) у річку Сент-Клер, яка отримала сумніви у ЗМІ як «The Blob», і Dow Canada було звинувачено Міністерство охорони навколишнього середовища. До початку 1990-х штаб-квартира Dow Canada розташовувалася в Моделенд-центрі, а новий триповерховий комплекс під назвою Річковий центр був відкритий на території Сарнії в 1993 році для розміщення досліджень та розробок. З тих пір кілька заводів (термінологія Dow для виробничого підрозділу) були демонтовані, особливо Основні хімічні речовини, включаючи підрозділ хлорних лугів, закриття яких було оголошено в 1991 році та здійснено в 1994 році, що торкнулося майже половини працівників сайту. Штаб-квартира Dow Canada була перенесена в Калгарі, штат Альберта, в 1996 році, а Центр Модленд був проданий округу Лембтон і місту Сарнія з наданням Доу в оренду деяких офісних приміщень. Фітнес-центр Dow був переданий YMCA м. Сарнія-Ламбтон у 2003 р. Кількість працівників сайту Sarnia зменшилася з піку 1600 співробітників на початку 1990-х років до приблизно 400 до 2002 р. Наприкінці 1990-х земельна ділянка була продана TransAlta, яка побудувала електростанцію на природному газі, яка розпочала свою діяльність у 2002 році для постачання електроенергії решті заводів та споруд на Сарнії, щоб Dow могла закрити свою давню менш ефективну парову установку (спочатку вугілля, що згоряє, а згодом спалює природний газ). 31 серпня 2006 р. Dow оголосив, що вся площа Сарнія припинить свою роботу наприкінці 2008 р. Полігон Сарнія був поставлений етиленом по трубопроводу із західної Канади, але представники ВР попередили Dow, що поставки з трубопроводу повинні бути призупинені з міркувань безпеки та втрата доступного постачання для заводу з поліетилену низької щільності призвели до неконкурентоспроможності всіх інших операцій на об'єкті. Підрозділи поліетилену та полістиролу низької щільності закрилися в 2006 році, за ними — латексний загін у 2008 році і, нарешті, підрозділ по похідних оксидону пропілену у квітні 2009 року. Після цього Dow зосередив свої зусилля на екологічній рекультивації вакантної ділянки, яку продали TransAlta. З тих пір колишня ділянка була перейменована в Енергетичний парк Блуевотер, а Річковий центр залишається в оренді.
Один завод у Баррі (Південний Уельс), виробництво стирольного полімеру з потрійним струмом STR. Невід'ємна частина розробки компанії надзвичайно високоплавких пінопластових полімерів та високоглянцевих високоефективних полімерів Styron A-Tech. Одна рослина на своєму місці в Порто-Маргера (Венеція), Італія. Два заводи на його місці у форті Саскачеван, Альберта, Канада.
2 листопада 2006 р. Dow та Izolan, провідний російський виробник поліуретанових систем, створили спільне підприємство Dow-Izolan та побудували виробничий цех у місті Володимир. Також у 2006 році Dow створив Центр обслуговування бізнес-процесів (BPSC).
У грудні 2007 року Dow оголосив про низку заходів щодо реконструкції компанії. Оголошення від 4 грудня показало, що Dow планує вийти з виробництва автомобілів ущільнювачів у 2008 або 2009 році. Протягом декількох тижнів Dow також оголосив про створення спільного підприємства, згодом названого K-Dow, з Petrochemical Industries Co. (PIC), дочірньою компанією Kuwait Petroleum Corporation. В обмін на 9,5 мільярда доларів угода включала Dow, яка продала 50 відсотків своїх акцій у п'яти світових компаніях: поліетилен, поліпропілен та полікарбонатна пластмаса, етиленаміни та етаноламіни. Угода була розірвана ПОС 28 грудня 2008 року.

### Покупка компанії Rohm & Haas Co.
10 липня 2008 року Dow погодився придбати всі частки акцій Rohm and Haas Co. за 15,4 мільярда доларів, що дорівнювало 78 доларам за акцію. Викуп фінансувався за рахунок власних інвестицій у розмірі 3 мільярди доларів компанією Berkshire Hathaway Inc. та 1 мільярдом доларів — Кувейтським інвестиційним управлінням. Метою угоди було перейти Dow Chemical далі на спеціальні хімічні речовини, які пропонують вищу норму прибутку, ніж товарний ринок, і їм важче виступити для конкуренції. Переплачена хімічна речовина (близько 75 відсотків премії за ринковий капітал попереднього дня) за придбання компанії; однак висока ставка була потрібна для відвернення конкуруючих заявок від BASF. Операція з придбання непогашених процентів Рома та Хааса була закрита 1 квітня 2009 р.

### Прискорене впровадження
8 грудня 2008 р. Dow оголосив, що через фінансову кризу 2007—2008 рр. Він прискорить скорочення робочих місць в результаті його реорганізації. Оголошений план передбачав закриття 20 об'єктів, тимчасове зупинення роботи 180 заводів та ліквідацію 5000 штатних робочих місць (близько 11 відсотків робочої сили) та 6000 підрядників.

### Переривання стратегії
Посилаючись на глобальний спад, що розпочався у другій половині 2008 року, уряд Кувейту знищив партнерство K-Dow 28 грудня 2008 року. Крах угоди завдав удару баченню генерального директора Dow Ендрю Ліверіса щодо реструктуризації компанії, щоб зробити її менш циклічною. Однак 6 січня 2009 року Dow Chemical оголосила, що веде переговори з іншими сторонами, які можуть бути зацікавлені у великому спільному підприємстві з компанією. Dow також оголосив, що він буде прагнути відшкодувати збитки, пов'язані з невдалим спільним підприємством, з PIC.
Після краху угоди K-Dow деякі припустили, що компанія не завершить транзакцію Rohm & Haas, оскільки гроші від першої транзакції, як очікувалося, фінансують останню. Очікувалось, що угода буде завершена на початку 2009 року і мала створити одну з найбільших в США фірм з виробництва хімічних речовин у США. Однак 26 січня 2009 року компанія повідомила Рому та Хаасу, що не зможе завершити операцію до узгодженого терміну. Доу назвав погіршення стану кредитного ринку та крах нафтохімічної угоди K-Dow як причини невчасного закриття злиття. Приблизно в той же час генеральний директор Ендрю Ліверіс заявив, що вперше зниження 97-річної політики компанії щодо виплати дивідендів не було «зі столу». 12 лютого 2009 р. Компанія оголосила щоквартальний дивіденд у розмірі 0,15 дол. США / акція, порівняно з 0,42 дол. Скорочення стало першим випадком, коли компанія зменшила виплати інвесторам за 97-річну історію дивідендів.
Угода про придбання непогашених процентів Рома і Хааса була закрита 1 квітня 2009 р. Після переговорів про продаж привілейованих акцій з двома найбільшими акціонерами Рома і Хасса та продовження їх однорічного мостового кредиту на додатковий рік, компанія придбала Rohm і Haas за 15 млрд доларів (78 доларів за акцію) 9 березня 2009 року.

### Звільнення вищих керівників 2007 року
12 квітня 2007 року Доу звільнив двох керівників вищого рівня за «несанкціоновані обговорення з третіми сторонами щодо можливого продажу компанії». Ці дві особи — виконавчий віце-президент Ромео Крейнберг та директор та колишній фінансовий директор Дж. Педро Рейнхард. Доу стверджує, що вони таємно контактували з JPMorgan Chase; водночас у британському Sunday Express з'явилася історія щодо можливого викупу Dow на кредит. З тих пір обидва керівники подали позови, стверджуючи, що їх звільнили за загрозу генеральному директору компанії Liveris, і що ці звинувачення були вигадані як привід. Однак у червні 2008 року Dow Chemical та учасники судових процесів оголосили про врегулювання, в якому Крейнберг та Рейнхард відмовились від своїх позовів та визнали участь у дискусіях, «які не були уповноважені та не розголошені правлінням Dow щодо потенційного LBO», і визнали, що доцільно було поінформувати генерального директора та правління про переговори.

### 2008 рік продаж зоксамідного бізнесу
Влітку 2008 року компанія Dow продала свій бізнес із зоксаміду компанії Gowan. До продажу були включені торгові марки фунгіциду для картоплі та винограду під назвою Gavel (фунгіцид). Він застосовується виробниками картоплі для боротьби з ранньою та пізньою картопляною хворобою та для боротьби з бульбовим запаленням, а також зареєстрований у Канаді для боротьби з борошнистою росою у винограді, за винятком Британської Колумбії.

### 2014— Нові операційні сегменти
У четвертому кварталі 2014 року Dow оголосив про нові операційні сегменти у відповідь на раніше заявлені зміни у керівництві. Компанія заявила, що надасть подальшу підтримку її орієнтації на кінцевий ринок і посилить привернення до ключових ланцюжків створення вартості Dow — етилену та пропілену.

### Інвестиції на узбережжі Мексиканської затоки
Кілька заводів на узбережжі Мексиканської затоки США розробляються з 2013 року в рамках переходу Доу від нафти. За оцінками Dow, у цих закладах працюватиме близько 3000 людей та 5000 людей під час будівництва. Заводи вироблятимуть матеріали для кількох зростаючих сегментів, включаючи гігієну та медичні послуги, транспорт, електро- та телекомунікації, упаковку, товари тривалого користування та спорт та відпочинок.
Очікувалося, що новий завод дегідрування пропану (PDH) Dow у Фріпорті, штат Техас, з'явиться в мережі в 2015 році з першою одиницею 750000 метричних тонн на рік, тоді як інші установки стануть доступними в майбутньому. Очікувалось, що установка з виробництва етилену запрацює в першій половині 2017 року.

### Злиття хлору
27 березня 2015 року корпорація Dow та Olin оголосила, що ради директорів обох компаній одноголосно затвердили остаточну угоду, згідно з якою Dow відокремить значну частину свого хлорного бізнесу та об'єднає цю нову організацію з Olin в угоді, яка створить лідер галузі, з доходами близько 7 млрд дол. Олін, нове партнерство, стало найбільшим у світі виробником хлору.

### Злиття 2015 року та поділ 2019 року з DuPont
11 грудня 2015 року Dow оголосив, що об'єднається з DuPont, укладаючи акції. Об'єднана компанія, яка була відома як DowDuPont, мала приблизну вартість 130 мільярдів доларів, однаково утримувалася акціонерами обох компаній і зберігала свою відповідну штаб-квартиру в Мічигані та Делавері. Протягом двох років після закриття злиття DowDuPont було розбито на три окремі публічні компанії, зосереджені на сільському господарстві, хімічній та спеціальній галузях виробництва. Акціонери кожної компанії володіли 50 % об'єднаної компанії. Генеральний директор Dow Chemical Ендрю Н. Ліверіс став виконавчим головою нової організації, тоді як генеральний директор DuPont Едвард Д. Брін став генеральним директором. У січні 2017 року злиття було відсунуто вдруге до очікування схвалення регуляторних органів.
Того ж дня Dow також оголосила, що досягла угоди про придбання частки Corning Incorporated у їх спільному підприємстві Dow Corning за 4,8 млрд доларів готівкою та приблизно 40 % акцій Hemlock Semiconductor Corporation.
У 2019 році DowDuPont відбувся злиття, утворивши Dow Inc. Поділ було завершено 1 квітня 2019 року, тоді Dow Inc. стала незалежною публічною компанією та безпосередньою материнською компанією The Dow Chemical Company.

### Зосередження на бізнесі з більшою маржою
Dow Chemical почала відмовлятися від підприємств із сировинної хімії, таких як ті, що виготовляють основні інгредієнти для продуктових мішків та пластмасових труб, оскільки їх норма прибутку становить у середньому 5–10 %. спеціальні хімічні речовини, що приносять прибуток не менше 20 %.

### Забруднення діоксином
В районах вздовж річки Тіттабавассі в штаті Мічиган, яка проходить у дворах основної фабрики Доу в Мідленді, у листопаді 2006 року було виявлено підвищений рівень хіміогенного діоксину, що викликає рак. , і, за даними The New York Times, «немає жодних ознак того, що мешканці або працівники району піддаються безпосередньому впливу на місця». Однак люди, які часто їдять рибу з річки, мали в крові трохи підвищений рівень діоксину. У липні 2007 року Доу домовився з Агентством з охорони навколишнього природного середовища про видалення 50 000 кубометрів (38 000 м3) осаду з трьох ділянок русла річки та дамб річки, які, як було встановлено, були забруднені. У листопаді 2008 року Dow Chemical разом із Агентством з охорони навколишнього середовища США та Мічиганським департаментом якості навколишнього середовища домовились про створення Суперфонду для очищення від діоксину річок Тіттабавассі, Сагіно та Сагіно Бей.

### Продаж гербіцидного бізнесу
У грудні 2015 року Dow Chemicals погодилася продати частину свого глобального гербіцидного бізнесу, який майже рік повідомляв про падіння продажів. Портфоліо засобів для знищення бур'янів, відомих як динітроаніліни, було продано приватній компанії Gowan Company, сімейній компанії, розташованій в Юмі, штат Аризона, яка продає різноманітні пестициди для сільського господарства та садівництва. Глобальні торгові марки Treflan (пестицидів) ®, якими можна розпорошувати польову кукурудзу, бавовна та деякі фрукти та овочі, були включені до продажу, а також установка для виробництва та упаковки у Форті Саскачеван, Альберта, Канада. Edge (пестицид) ®, Team (пестицид) ®, Bonalan (пестицид) ® та Sonalan (пестицид) ®, інтелектуальна власність та етикетки для гербіцидів на основі молекул трифлураліну, бенфлураліну та етафлураліну також були включені у продаж. За допомогою цих продуктів можна боротися з однорічними травами та дрібними насінними широколистими бур'янами на широкому діапазоні сільськогосподарських культур, включаючи бавовна, боби, ріпак, злаки, хрестоцвіті, кабачки та овочі. Динітроаніліни, також відомі як «гербіциди ДНК», і комерціалізуються принаймні з 1970 р.

### 2020 евакуація
У травні 2020 року Dow Chemical та багато інших районів округу Мідленд, штат Мічиган, були змушені евакуюватись через сильну повінь, спричинену проривом дамб Еденвіль та Санфорд після двох днів сильних опадів у цьому районі.

## Фінанси
За 2017 фінансовий рік Dow Chemicals повідомила про прибуток у розмірі 1,5 млрд. Доларів США при річному доході 62,5 млрд. Доларів США, що на 29,8 % більше порівняно з попереднім фінансовим циклом. Акції Dow Chemicals торгувались на рівні понад 67 доларів за акцію, а її ринкова капіталізація у вересні 2018 року оцінилася у понад 121,1 млрд доларів.
| Year | Revenue in mil. USD$ | Net income in mil. USD$ | Total Assets in mil. USD$ |
| ---- | -------------------- | ----------------------- | ------------------------- |
| 2005 | 46,307               | 4,515                   | 45,934                    |
| 2006 | 49,124               | 3,724                   | 45,581                    |
| 2007 | 53,375               | 2,887                   | 48,801                    |
| 2008 | 57,361               | 579                     | 45,474                    |
| 2009 | 44,875               | 336                     | 66,018                    |
| 2010 | 53,674               | 1,970                   | 69,588                    |
| 2011 | 59,985               | 2,402                   | 69,224                    |
| 2012 | 56,786               | 842                     | 69,605                    |
| 2013 | 57,080               | 4,447                   | 69,501                    |
| 2014 | 58,167               | 3,432                   | 68,687                    |
| 2015 | 48,778               | 7,345                   | 67,938                    |
| 2016 | 48,158               | 3,978                   | 79,511                    |
| 2017 | 62,484               | 1,460                   | 192,164                   |

### Екологічний рекорд
У 2003 році Доу погодився виплатити штату Нью-Йорк 2 мільйони доларів, найбільший штраф, коли-небудь розглянутий у справі про боротьбу з пестицидами за подання незаконних вимог щодо безпеки, пов'язаних з його пестицидами. Генеральна прокуратура Нью-Йорка заявила, що Dow AgroSciences порушила угоду з штатом Нью-Йорк 1994 року про припинення реклами, що заявляє про безпеку своїх продуктів пестицидів. Доу заявив, що не визнає жодних протиправних дій і що погоджується на врегулювання, щоб уникнути дорогого судового бою.
За даними Агентства з охорони навколишнього середовища США (EPA), Dow несе певну відповідальність за 96 місць токсичних відходів у США Superfund, поставивши його на 10-е місце за кількістю місць. Один із них, колишній уран КУК та переробний завод ванадію поблизу Уравана, штат Колорадо, зазначений як виключна відповідальність Dow. Решта ділиться з багатьма іншими компаніями. EPA перерахував 15 об'єктів як доопрацьовані (очищені), а 69 — як «завершені будівництво», що означає, що всі необхідні плани та обладнання для очищення діють.
У 2007 році торгова асоціація хімічної промисловості — Американська рада з хімічної промисловості — нагородила Dow нагородою «Виняткові заслуги» на знак визнання багаторічних зусиль з енергоефективності та збереження. У період між 1995 і 2005 роками Dow знизив енергоємність (BTU за вироблений фунт) на 22 відсотки. Це еквівалентно економії достатньої кількості електроенергії для живлення восьми мільйонів американських будинків протягом року. Того ж року дочірня компанія Dow, Dow Agrosciences, виграла Премію новаторів Монреальського протоколу Організації Об'єднаних Націй за зусилля, спрямовані на заміщення бромістого метилу — сполуки, яка, як визначено, сприяє виснаженню озонового шару. Крім того, Dow Agrosciences отримала нагороду EPA «Кращий з найкращих» за захист стратосферного озону. Агентство США з охорони навколишнього середовища (EPA) визначило Dow партнером року «Energy Star 2008» за досягнення в галузі управління енергією та скорочення викидів парникових газів.

### Рада директорів
До закриття злиття з DuPont 1 вересня 2017 року членами ради директорів The Dow Chemical Co. Були:
- Аджай Банга — президент та генеральний директор MasterCard
- Жаклін Бартон — професор хімії, Каліфорнійський технологічний інститут
- Джеймс А. Белл — колишній президент і фінансовий директор Boeing
- Річард К. Девіс — голова правління та головний виконавчий директор американської Bancorp
- Джефф Феттіг — голова та генеральний директор Whirlpool Corp.
- Джим Фіттерлінг — голова та генеральний директор Dow Inc.
- Ендрю Н. Ліверіс — колишній голова та генеральний директор The Dow Chemical Co.
- Марк Лофрідж — колишній фінансовий директор IBM
- Реймонд Дж. Мільчович — провідний директор Nucor і колишній голова та генеральний директор Foster Wheeler AG
- Роберт С. (Стів) Міллер — Міжнародна група автомобільних компонентів (IAC)
- Пол Полман — генеральний директор Unilever PLC та Unilever
- Денніс Х. Рейллі — колишній голова Covidien Ltd.
- Джеймс Рінглер — заступник голови Illinois Tool Works Inc.
- Рут Г. Шоу — колишній президент і генеральний директор Duke Energy Corp.

### Основні спонсорські послуги
— У липні 2010 року Dow став світовим партнером Олімпійських ігор. Спонсорство поширюється на 2020 рік.
- У вересні 2004 року Доу отримав права на присвоєння імен Центру подій округу Сагіно в Сагіно, штат Мічиган; центр тепер називається Dow Event Center. The Saginaw Spirit (з хокейної ліги Онтаріо) грає у центрі, де також проводяться такі заходи, як професійна боротьба, театр у прямому ефірі та концерти.
- У жовтні 2006 року Dow придбав права на імена на стадіоні, який використовував Great Lakes Loons, команда бейсболу одноосібної ліги, розташована в його рідному місті Мідленд, штат Мічиган. Стадіон називається Dow Diamond. Фонд Доу зіграв ключову роль у приведенні Лундів до міста.
- У 2010 році Доу підписав 10-річну угоду із Міжнародним олімпійським комітетом на 100 млн. Доларів США (63 млн. Фунтів стерлінгів) і погодився спонсорувати обгортку Олімпійського стадіону на 7 млн. Фунтів стерлінгів.
- З 2014 року Dow також спонсорує номер 3 Chevrolet Остіна Діллона для Річарда Чайлдрес-Гонки в серії Кубка NASCAR.

### Основні колаборації
20 травня 2013 року Dow запустила Академію безпеки лабораторії Dow, вебсайт, що включає велику колекцію інформаційних відео та ресурсів, що демонструють найкращі практики лабораторної безпеки. Мета вебсайту — підвищити обізнаність щодо практики безпеки в науково-дослідних лабораторіях та допомогти майбутнім працівникам хімічної галузі сформувати систему мислення щодо безпеки. Таким чином, Академія безпеки лабораторії Dow в першу чергу орієнтована на студентів університетів. Однак Dow зробив вміст відкритим для всіх, включаючи тих, хто вже зайнятий у хімічній промисловості. Академія безпеки Dow Lab також доступна через освітню програму з техніки безпеки та хімічної інженерії, що входить до складу Американського інституту хімічних інженерів (AIChE); та Інститут Кемпбелл, організація, що займається питаннями навколишнього середовища, охорони здоров'я та безпеки.
Академія безпеки лабораторії Dow є одним із компонентів розширеної ініціативи лабораторії з питань безпеки лабораторій, розпочатої на початку 2012 року, після звіту Комітету з хімічної безпеки США, який висвітлив потенційні небезпеки, пов'язані з проведенням досліджень у хімічних лабораторіях в академічних установах. Прагнучи поділитися з науковими колами найкращими галузевими практиками, Доу співпрацює з кількома американськими дослідницькими університетами з метою підвищення рівня обізнаності та практики з питань безпеки у відділах хімії, хімічної інженерії, машинобудування та матеріалів. Через пілотні програми з Великої Британією Санта-Барбара (UCSB), Університет Міннесоти та Університет штату Пенсільванія, Dow працювали зі аспірантами та викладачами, щоб визначити напрямки вдосконалення та розвинути культуру лабораторної безпеки.

### Охорона природи
У січні 2011 р. The Nature Conservancy та Dow Chemical Co. оголосили про співпрацю з метою інтеграції цінності природи у процес прийняття бізнес-рішень. Вчені, інженери та економісти з The Nature Conservancy та Dow спільно працюють на трьох пілотних майданчиках (Північна Америка, Латинська Америка та TBD) над впровадженням та вдосконаленням моделей, що підтримують прийняття корпоративних рішень, пов'язаних із цінністю та природою ресурсів. забезпечує. Ці екосистемні послуги включають воду, землю, повітря, океани та різноманітне життя рослин і тварин. Ці сайти слугуватимуть як «живі лабораторії» для перевірки та випробування методів та моделей, щоб їх можна було використовувати для інформування більш стійких ділових рішень у Dow та, сподіваюся, впливати на прийняття рішень та ділову практику інших компаній.